# Jacarilla
Jacarilla (em castelhano) ou Xacarella (em valenciano) é um município da Espanha na província de Alicante, Comunidade Valenciana. Tem 12,2 km² de área e em 2021 tinha 2 030 habitantes (densidade: 166,4 hab./km²).

## Demografia
| Variação demográfica do município entre 1991 e 2004 | Variação demográfica do município entre 1991 e 2004 | Variação demográfica do município entre 1991 e 2004 | Variação demográfica do município entre 1991 e 2004 |
| --------------------------------------------------- | --------------------------------------------------- | --------------------------------------------------- | --------------------------------------------------- |
| 1991                                                | 1996                                                | 2001                                                | 2004                                                |
| 1466                                                | 1504                                                | 1644                                                | 1686                                                |